# Pittendreich Dovecot
Der Pittendreich Dovecot ist ein Taubenhaus nahe der schottischen Kleinstadt Elgin in der Council Area Moray. 1971 wurde das Bauwerk in die schottischen Denkmallisten zunächst in der Kategorie B aufgenommen. Die Hochstufung in die höchste Denkmalkategorie A erfolgte 1987.

## Geschichte
Das Anwesen Pittendreich zählte zwischen der Mitte des 14. Jahrhunderts und der Mitte des 17. Jahrhunderts zu den Besitztümern des Clans Douglas. Das Taubenhaus datiert vermutlich auf das 16. Jahrhundert, wobei auch der Bauzeitraum zwischen dem späten 15. und dem frühen 18. Jahrhundert in Betracht gezogen wird. Die Verbindung mit dem Clan Douglas ist durch eine Wappenplatte gesichert.
2009 wurde das ungenutzte Gebäude in das Register gefährdeter denkmalgeschützter Bauwerke in Schottland aufgenommen. Sein Zustand wurde 2015 als gut bei gleichzeitig moderater Gefährdung eingestuft.

## Beschreibung
Der Pittendreich Dovecot steht abseits der B9010 rund 2,5 Kilometer südwestlich des Zentrums von Elgin nahe dem linken Ufer des Black Burn. Mit Innenmaßen von 6,1 m × 5,8 m weist das Taubenhaus einen beinahe quadratischen Grundriss auf. Sein Bruchsteinmauerwerk ist mit Lehm verfugt und äußerlich mit Harl verputzt. Mittig an der südexponierten Hauptfassade ist eine flache Türe in das Mauerwerk eingelassen. Die darüberliegende Lüftungsöffnung ist mit Mauerwerk verschlossen. Ungewöhnlich ist der Abschluss mit einem Satteldach. Außer dem nahegelegenen Taubenhaus von New Spynie ist in Schottland kein weiteres solches Exemplar bekannt. Das Dach ist mit Steinplatten gedeckt. In Firstnähe bieten zwei flache Öffnungen Einflugmöglichkeiten für die Vögel.
Im Inneren sind 800 steinerne Nistkästen gereiht.